# Badmintonmeisterschaft von Hongkong 1996
Die Badmintonmeisterschaft von Hongkong des Jahres 1996 trug den vollständigen Namen Bank of China (Hong Kong) Hong Kong Annual Badminton Championships 1996 (chinesisch 1996 中銀香港全港羽毛球錦標賽).

## Sieger und Finalisten
| Disziplin    | Gold                        | Silber                   |
| ------------ | --------------------------- | ------------------------ |
| Herreneinzel | Tam Kai Chuen               | Imay Hendra              |
| Dameneinzel  | Chan Hiu Fung               | Chan Mei Mei             |
| Herrendoppel | Tam Kai Chuen Imay Hendra   | Ma Che Kong Chow Kin Man |
| Damendoppel  | Tung Chau Man Ng Ching      | Zhou Xin Chan Hiu Fung   |
| Mixed        | Tam Kai Chuen Tung Chau Man | Kung Biao Chan Oi Ni     |